# 1315
1315 је била проста година.

## Догађаји
- 15. новембар – Битка код Моргартена
- Српски краљ Стефан Урош II Милутин је подигао манастир Бањска.
- Велика глад (1315—1317)  је била прва од серије великих криза, које су погодиле Европу почетком 14. века. Милиони грађана су били жртве глади.